# 細柄似褶麗魚
細柄似褶麗魚，為輻鰭魚綱鱸形目隆頭魚亞目慈鯛科的其中一種，分布於非洲馬達加斯加東南部Mananara淡水流域，被IUCN列為極危保育類動物，體長可達20.4公分，棲息在沙石底質的溪流，生活習性不明。

## 擴展閱讀
維基物種上的相關：細柄似褶麗魚